# Oreina plagiata
Oreina plagiata es una especie de insecto coleóptero de la familia Chrysomelidae.
Fue descrita científicamente en 1861 por Suffrian.